# Scientific American
Scientific American (informeel afgekort als SciAm) is een populairwetenschappelijk tijdschrift uit de Verenigde Staten.

## Geschiedenis
Het blad is op 28 augustus 1845 voor het eerst verschenen, uitgebracht door Rufus M. Porter als een wekelijkse nieuwsbrief van vier pagina's. Het blad publiceerde destijds met name berichtgevingen over het patentbureau van de Verenigde Staten en artikelen over nieuwe uitvindingen. Tegenwoordig publiceert het blad artikelen uit uiteenlopende takken van de wetenschap.
Hoewel het blad over het algemeen zeer gerespecteerd is, is het niet 'peer reviewed'. Omdat de auteurs veelal topwetenschappers zijn op hun eigen terrein, die jaren of decennia ervaring hebben en uitstekend kunnen uitleggen waar het bij een bepaald onderwerp over gaat, heeft een publicatie in Scientific American toch een aanzienlijke impactfactor van rond de 2,15.

### Redacteuren
- Rufus M. Porter (1792-1884), eerste redacteur
- Orson Desaix Munn I, derde redacteur
- Dennis Flanagan, werd redacteur van Scientific American in 1947
- Jonathan Piel, zesde redacteur
- John Rennie, zevende chefredacteur, van 1994 tot 2009
- Mariette DiChristina, achtste chefredacteur, aangesteld in december 2009

## Doelgroep
Het blad richt zich door de populaire schrijfstijl op een breed publiek, waardoor het zich onderscheidt van wetenschappelijke vakbladen waarin ook nog steeds wordt gepubliceerd, zoals Nature en New Scientist.
Naast de Engelstalige versie wordt Scientific American ook in 18 andere talen uitgegeven, te weten: Arabisch, Braziliaans Portugees, Chinees (traditioneel), Chinees (versimpeld), Duits, Frans, Grieks, Hebreeuws, Italiaans, Japans, Koreaans, Litouws, Nederlands, Pools, Romaans, Russisch, Spaans en Tsjechisch.

In Nederland zijn de Engelse en Nederlandse edities als losse nummers in alle grotere boekhandels te verkrijgen.

## Website
Sinds maart 1996 heeft Scientific American een eigen website met artikelen van huidige en vorige edities, dagelijks nieuws, opmerkelijke wetenschapsfeiten, speciale verslagen, trivia, "Scidoku" (samenstelling van Science en Sudoku) en meer.